# 2735 Ellen
2735 Ellen este un asteroid din centura principală, descoperit pe 13 septembrie 1977 de Schelte Bus și Tod Lauer.